# Yunguisaurus liae
Lo yunguisauro (Yunguisaurus liae) è un rettile estinto, appartenente ai saurotterigi. Visse nel Triassico superiore (Carnico, circa 220 milioni di anni fa). I suoi resti sono stati ritrovati in Cina (Guizhou).

## Descrizione
Conosciuto per uno scheletro quasi completo, questo animale possedeva un corpo relativamente snello e da un collo allungato, che sorreggeva una testa stretta e piuttosto sottile, lunga una dozzina di centimetri. I denti anteriori erano lunghi e aguzzi, mentre quelli posteriori erano più corti. L'intero animale doveva raggiungere i due metri di lunghezza. Le zampe erano appiattite e robuste, molto simili a quelle dell'analogo Pistosaurus; probabilmente erano una via di mezzo tra le zampe da animali terrestri (come quelle dei notosauri) e quelle dei plesiosauri, trasformate in pinne. La morfologia degli elementi della scatola cranica indica una riduzione delle ossa epipterigoidee, così come la presenza di un occipite aperto (caratteristiche dei plesiosauri e non dei notosauri) (Shang et al., 2016).

## Classificazione
Yunguisaurus liae venne descritto per la prima volta nel 2006, sulla base di uno scheletro quasi completo ritrovato nella formazione Falang nella regione del Guizhou, in Cina, in terreni risalenti all'inizio del Triassico superiore.
Lo yunguisauro appartiene a quel gruppo di rettili saurotterigi noti come pistosauroidi, dalle caratteristiche intermedie tra i notosauri semiacquatici e i plesiosauri completamente adattati alla vita marina. In Cina sono noti altri resti di pistosauroidi risalenti al Triassico medio (Chinchenia, Kwangsisaurus), ma erano più primitivi e con zampe meno robuste. I più stretti parenti di Yunguisaurus erano lo stesso Pistosaurus e in nordamericano Augustasaurus. È possibile che da uno di questi animali, o da una forma simile, si siano sviluppati i plesiosauri tipici di Giurassico e Cretaceo.